# Leptochelonus bicolor
Leptochelonus bicolor är en stekelart som beskrevs av Herbert Zettel 1990. Leptochelonus bicolor ingår i släktet Leptochelonus och familjen bracksteklar. Inga underarter finns listade i Catalogue of Life.